# Robert Desnos
Robert Desnos (Paris, 4 de julho de 1900 — Terezín, 8 de junho de 1945) foi um poeta surrealista francês. Seus companheiros o apelidaram  "Sonhador Acordado", pois era capaz, enquanto dormia, de contar histórias para quem o quisesse ouvir. Mas, assim que acordava, não se lembrava de nada.
Durante a Segunda Guerra Mundial, Desnos era um membro activo da Resistência Francesa chamada de Réseau AGIR, sob a direcção de Michel Hollard, publicando muitas vezes através de pseudónimos. Para a Réseau Agir, Desnos forneceu informação que reuniu durante o seu trabalho no jornal Aujourd'hui e criou papéis de falsa identidade. Foi preso pela Gestapo a 22 de fevereiro de 1944. 
Inicialmente foi deportado para os campos de concentração Alemães como Auschwitz na ocupada Polónia, depois Buchenwald, Flossenburg na Alemanha e finalmente para Theresiendstadt, em Terezín na ocupada Checoslováquia em 1945. 
Desnos morreu de febre tifoide, 3 dias depois da sua libertação do campo de concentração.  

Excerto da carta que escreveu para a sua mulher Youki, enquanto prisioneiro, no início do verão de 1944: 
"Gostaria de te oferecer 100 mil cigarros Americanos, 12 vestidos de grandes costureiros, um apartamento na rua de Seine, um automóvel, a casinha na floresta de Compiègne e um ramo de flores de 4 soldos. Na minha ausência, compra sempre flores, que depois te as pagarei. E o resto, prometo, virá depois."

## Obras
- Rrose Sélavy (1922-1923)
- Le Pélican
- L’Aumonyme (1923)
- Langage cuit (1923)
- De l'érotisme. Considéré dans ses manifestations écrites et du point de vue de l'esprit moderne (1923), publication posthume en 1953
- Deuil pour deuil (1924)
- Les gorges froides (1926)
- La Liberté ou l'Amour (1927) / Liberdade ou Amor! (publicação no Brasil, Edições Nephelibata, 2014)
- Les Ténèbres (1927)
- La Place de l'Étoile (1929), pièce de théâtre publiée dans le quotidien Le Soir Corps et biens (1930)
- Sans cou (1934)
- Fortunes (1942)
- The Night of loveless nights
- État de veille (1943)
- Le vin est tiré (1943)
- Contrée (1944)
- Le Bain avec Andromède (1944)
- L'Honneur des poètes (1943)
- Publicações póstumas:
- Calixto suivi de contrée (1962)
- Chantefables et chantefleurs (1970)
- Destinée arbitraire (1975)
- Nouvelles-Hébrides et autres textes (1978)
- Rue de la Gaité / Voyage en Bourgogne / Précis de cuisine pour les jours heureux, œuvres illustrées par Lucien Coutaud (1947)
- La Complainte de Fantômas (1954)
- Le Veilleur du pont-au-change
- Le Souci (1943)
- Les Hiboux (1938)
- Les trois solitaires, œuvres posthumes et poèmes inédits enrichis de lithographies d'Yvette Alde, Éditions Les 13 épis, 1947
- Obras em português
- Poemas (Antologia), Tradução de Alexandre Barbosa de Souza. Posfácio de Marcus Rogério Salgado. Textos (orelha) de Alex Januário, Robert Benayoun e Pierre Mabille. Ilustrações de Carlos Isa. São Paulo: Editora Elefante e Edições Loplop. 2019 ISBN 978-8593115417
- Do Erotismo - Tradução de Alexandre Barbosa de Souza. Apresentação de Alex Januário. São Paulo: Edições 100/cabeças ISBN 978-65-87451-15-2